# رالف تاونسند
رالف تاونسند (۲۷ نوامبر ۱۹۰۰ - ۲۵ ژانویه ۱۹۷۶) نویسنده و فعال سیاسی امریکایی است.

## آثار
- طریق تباه
- آسیا پاسخ می‌دهد